# Kyle Edmund
Kyle Edmund, né le 8 janvier 1995 à Johannesbourg, est un joueur de tennis britannique, professionnel depuis 2011.

## Carrière
Ses parents quittent l'Afrique du Sud lorsqu'il a trois ans et s'installent dans le Yorkshire, où il commence le tennis relativement tard, à dix ans.
Il remporte le tournoi de double junior de l'US Open 2012 et de Roland-Garros 2013 avec le Portugais Frederico Ferreira Silva.
Il débute sur le circuit en avril 2010 dans un tournoi Futures où il perd 0-6, 0-6.
En 2013, il reçoit une invitation pour les tournois d'Eastbourne et du Queen's à Londres lors de la saison sur gazon. Au Queen's, il passe le premier tour contre Kenny de Schepper et accroche Gilles Simon 6-7, 6-7.
En 2015, il remporte trois tournois Challenger : à Hong Kong, Binghamton et Buenos Aires, ce qui lui permet d'intégrer le top 100 mondial.
Fin 2015, il est sélectionné pour la première fois dans l'équipe de Grande-Bretagne de Coupe Davis lors de la finale contre la Belgique. Lors de son premier match face au no 1 Belge David Goffin, il entame la partie de manière idéale en remportant les deux premiers sets avant de s'effondrer et perd finalement la rencontre (6-3, 6-1, 2-6, 1-6, 0-6). Il fait partie des joueurs ayant débuté en Coupe Davis lors d'une finale, comme Feliciano López en 2003 ou encore Paul-Henri Mathieu en 2001.

### 2016-2017. Entrée dans le top 50
En 2016, Kyle Edmund réalise sa première performance à l'US Open où il bat sèchement au premier tour le Français Richard Gasquet, 15e mondial (6-2, 6-2, 6-3) en 1 h 40, signant l'une de ses plus grandes victoires en carrière. Puis il confirme en battant les Américains Ernesto Escobedo (7-5, 6-4, 6-4) et John Isner, 21e mondial (6-4, 3-6, 6-2, 7-65), en 2 h 43, signant ainsi son premier huitième de finale en Grand Chelem. Il affronte le no 1 mondial, Novak Djokovic, mais perd sèchement (2-6, 1-6, 4-6) en 1 h 55 de jeu, réalisant malgré tout un bon tournoi.
À Pékin, il sort des qualifications et atteint les quarts de finale. Il passe les Espagnols Guillermo García-López et le 18e mondial, Roberto Bautista-Agut (6-4, 4-6, 6-4) avant de chuter contre son compatriote et no 2 mondial, Andy Murray (69-7, 2-6). En salle, il signe sa première demi-finale sur le circuit à Anvers. Dans la semaine, il vainc Illya Marchenko en deux tie-breaks, puis la tête de série numéro 2, David Ferrer (6-1, 3-6, 7-63), après Andreas Seppi (6-3, 6-4), mais tombe contre le futur vainqueur du tournoi, le Français Richard Gasquet (6-3, 5-7, 2-6).
En 2017, au premier tour de la Coupe Davis contre les Canadiens, il s'incline pour son premier tour (4-6, 1-6, 63-7) face à Vasek Pospisil. Puis il permet à son équipe de passer en quart de finale en battant Denis Shapovalov, disqualifié dans la 3e manche après une balle dans le visage de l'arbitre.
Il atteint le 3e tour à Roland-Garros après des victoires sur Gastão Elias et Renzo Olivo en trois sets, avant de chuter contre le bon serveur Kevin Anderson (7-66, 64-7, 7-5, 1-6, 4-6) après avoir mené deux sets à un.
Sur le ciment américain, il atteint deux demi-finale, d'abord à Atlanta en battant la tête de série numéro 1, Jack Sock (6-4, 6-1) et perdant contre Ryan Harrison (7-65, 3-6, 4-6). Puis à Winston-Salem, issu des qualifications, il bat notamment Daniil Medvedev (2-6, 6-2, 7-66) et Steve Johnson (5-7, 6-3, 6-3). Il s'incline ensuite en 1 h 52 (6-1, 5-7, 3-6) face à Damir Džumhur fatigué de son parcours. À l'US Open, il bat à nouveau Steve Johnson (7-5, 6-2, 7-64) avant d'abandonner dans la 4e manche face à Denis Shapovalov au 3e tour.
Enfin en salle à Vienne, il atteint sa première demi-finale d'ATP 500. Il bat David Ferrer (6-2, 7-65), le qualifié Dennis Novak dans un match indécis de trois tie-breaks, puis Jan-Lennard Struff (6-2, 7-5). Mais il tombe face au Français Lucas Pouille (7-67, 4-6, 3-6) aux portes de la finale.

### 2018. Premier titre ATP, première demi-finale en Grand Chelem à Melbourne, intégration du top 15 etno1anglais
En 2018, à Brisbane il s'achemine jusqu'en quart de finale, après des victoires encourageantes contre Denis Shapovalov et Chung Hyeon. Mais il tombe contre le 3e mondial, Grigor Dimitrov (3-6, 7-63, 4-6). À l'Open d'Australie, Edmund vainc la tête de série numéro 11 et finaliste de l'US Open 2017 Kevin Anderson (64-7, 6-3, 3-6, 6-3, 6-4) au terme d'un match de quatre heures de jeu. Il défait ensuite facilement Denis Istomin en trois manches puis Nikoloz Basilashvili en cinq sets et 3 h 35 de jeu. En huitième de finale, il bat Andreas Seppi en 2 h 57 et au terme d'une rencontre serrée dans les deux premiers sets pour atteindre son premier quart de finale. Il réalise ensuite un exploit en battant le no 3 mondial, Grigor Dimitrov (6-4, 3-6, 6-3, 6-4) en 2 h 49 pour se qualifier pour la première fois en demi-finale d'un Grand Chelem,. Pour une place en finale, il affronte le géant croate et 6e mondial Marin Čilić. Edmund passe néanmoins à côté de son match, trop crispé et nerveux par l'événement. Il s'incline sèchement (2-6, 64-7, 2-6) en 2 h 18 où le combat n'aura duré qu'un set.
Son beau parcours à l'Open d'Australie, lui permet tout de même de percer facilement le top 30 du classement ATP. Un passage remarqué qui lui permet de faire un bond de 23 places au classement ATP, passant de la 49e à la 26e place mondiale à l'issue du tournoi, son meilleur classement en carrière.
Il rebondit en avril avec le tournoi du Maroc à Marrakech en atteignant facilement sans perdre de set sa première finale en carrière après une victoire sur Richard Gasquet en demie. Finalement il s'incline sèchement (2-6, 2-6) contre le revenant Pablo Andújar sur la dernière marche. En mai au Masters de Madrid, il bat facilement Daniil Medvedev au 1er tour, puis vainc pour la première fois Novak Djokovic (6-3, 2-6, 6-3) alors tête de série numéro 10. Il enchaîne en battant le 10e mondial, David Goffin (6-3, 6-3) pour atteindre les quarts de finale. Au terme d'un match à rebondissements, il s'incline (5-7, 7-66, 4-6) contre Denis Shapovalov et met fin à sa belle semaine. Au Masters de Rome, il atteint les 1/8 en passant Lucas Pouille (6-2, 7-63) mais tombant contre le futur finaliste et 3e mondial, Alexander Zverev (5-7, 611-7) dans un match intéressant et accroché. À Roland-Garros, il atteint le 3e tour mais perd contre Fabio Fognini après avoir mené deux manches à une (3-6, 6-4, 6-3, 4-6, 4-6) après 3 h 34 de jeu.
Sur gazon au tournoi d'Eastbourne, il défit et bat pour la première fois Andy Murray (6-4, 6-4) alors 156e mondial, mais s'incline au tour d'après en quart contre Mikhail Kukushkin. il atteint à nouveau le 3e tour d'un Grand Chelem à Wimbledon en prenant un set contre Novak Djokovic.
Il rebondit sur la tournée asiatique avec une demi-finale à Pékin en passant avec autorité Peter Gojowczyk, difficilement le qualifié Matteo Berrettini (7-5, 62-7, 7-5) et un autre qualifié, Dušan Lajović. Il s'incline (66-7, 4-6) face au futur vainqueur, le Géorgien Nikoloz Basilashvili. Au Masters de Shanghai, il se qualifie pour les quarts de finale sans perdre de set en passant Filip Krajinović, Andreas Seppi et Nicolás Jarry. Il s'incline en deux sets (4-6, 4-6) contre l'Allemand Alexander Zverev.
La semaine suivante sur la surface en salle au tournoi d'Anvers, il se qualifie pour la finale en battant Albert Ramos-Viñolas facilement en tant que tête de série numéro 1, puis profite de l'abandon de Ilya Ivashka avant de vaincre (6-3, 6-4) le Français Richard Gasquet. Au terme d'une finale âpre et à suspense, l'Anglais s'impose (3-6, 7-62, 7-64) en 2 h 29 de jeu pour s'adjuger le premier titre de sa carrière face à Gaël Monfils.

### 2019: Titre à Indian Wells puis résultats mitigés
Il se présente aux deux tournois d'Indian Wells. Lors du premier (catégorie challenger) il obtient le titre en finale face à Andrey Rublev. Au tournoi master, il arrive à passer deux tours après avoir été exempté du premier tour en tant que 22e tête de série ; il est éliminé par Roger Federer. À Miami, il passe deux tours, éliminant Milos Raonic. John Isner l'éliminant au tour suivant sur un double 7-6. À Roland-Garros, il est tête de série numéro 28 mais est éliminé au deuxième tour par l'Uruguayen Pablo Cuevas, sur abandon au troisième set (63-7, 3-6, 1-2). Lors du tournoi de Pékin, il est surpris par le local Zhizhen Zhang sur un score de 6-4 3-6 7-5 au 1er tour. Il enchaine par la suite trois défaites au premier tour jusqu'au master de Paris où il passe deux tours et sera éliminé par Novak Djokovic.

### Depuis 2020: Blessures et chute
Il échoue face à John Isner une nouvelle fois au tournoi d'Auckland. Il obtient par la suite un nouveau titre à Long Island. Il élimine coup sur coup Yasutaka Uchiyama, Dominik Köpfer, Kwon Soon-woo, Miomir Kecmanović et Andreas Seppi en finale. Il se rend à Acapulco, il perd en quarts face à Taylor Fritz après avoir éliminé Feliciano López et Félix Auger-Aliassime. À l'US Open il perd au second tour face à Novak Djokovic. Il termine l'année par une série de quatre défaites et interrompt sa carrière pour cause de problèmes physiques. Il subit en effet trois opérations au genou gauche entre octobre 2020 et mai 2022.
Il effectue un bref retour sur le circuit à l'été 2022, marqué par deux victoires à Washington et Winston-Salem. En 2023, il perd au premier tour des sept tournois ATP qu'il dispute dont l'Open d'Australie face à Jannik Sinner. Blessé à nouveau au poignet lors d'un tournoi en Italie, il est absent cinq mois et est contraint de retourner jouer sur le circuit ITF. En janvier 2024, il s'impose dans cette catégorie de tournoi à Loughborough et enchaîne avec un autre succès à Sunderland. Il retente sa chance en Challenger sans grand succès mis à part une demi-finale à Columbus en septembre.

## Palmarès

### Titres en simple
| No | Date       | Nom et lieu du tournoi     | Catégorie | Dotation  | Surface    | Finaliste     | Score           |          |
| -- | ---------- | -------------------------- | --------- | --------- | ---------- | ------------- | --------------- | -------- |
| 1  | 15-10-2018 | European Open, Anvers      | ATP 250   | 612 755 € | Dur (int.) | Gaël Monfils  | 3-6, 7-62, 7-64 | Parcours |
| 2  | 10-02-2020 | New York Open, Long Island | ATP 250   | 719 320 $ | Dur (int.) | Andreas Seppi | 7-5, 6-1        | Parcours |

### Finale en simple
| No | Date       | Nom et lieu du tournoi          | Catégorie | Dotation  | Surface      | Vainqueur     | Score    |          |
| -- | ---------- | ------------------------------- | --------- | --------- | ------------ | ------------- | -------- | -------- |
| 1  | 09-04-2018 | Grand-Prix Hassan II, Marrakech | ATP 250   | 501 345 € | Terre (ext.) | Pablo Andújar | 6-2, 6-2 | Parcours |

### Titre en double messieurs
| No | Date       | Nom et lieu du tournoi          | Catégorie | Dotation  | Surface      | Partenaire     | Finalistes                 | Score    |          |
| -- | ---------- | ------------------------------- | --------- | --------- | ------------ | -------------- | -------------------------- | -------- | -------- |
| 1  | 30-04-2018 | Millennium Estoril Open Estoril | ATP 250   | 501 345 € | Terre (ext.) | Cameron Norrie | Wesley Koolhof Artem Sitak | 6-4, 6-2 | Parcours |

## Parcours dans les tournois duGrand Chelem

### En simple
| Année | Open d'Australie | Open d'Australie | Internationaux de France | Internationaux de France | Wimbledon       | Wimbledon         | US Open         | US Open          |
| ----- | ---------------- | ---------------- | ------------------------ | ------------------------ | --------------- | ----------------- | --------------- | ---------------- |
| 2013  | —                | —                | —                        | —                        | 1er tour (1/64) | Jerzy Janowicz    | —               | —                |
| 2014  | —                | —                | —                        | —                        | 1er tour (1/64) | A. Haider-Maurer  | —               | —                |
| 2015  | 1er tour (1/64)  | Steve Johnson    | 2e tour (1/32)           | Forfait                  | 1er tour (1/64) | A. Dolgopolov     | —               | —                |
| 2016  | 1er tour (1/64)  | Damir Džumhur    | 2e tour (1/32)           | John Isner               | 1er tour (1/64) | Adrian Mannarino  | 1/8 de finale   | Novak Djokovic   |
| 2017  | 2e tour (1/32)   | P. Carreño-Busta | 3e tour (1/16)           | Kevin Anderson           | 2e tour (1/32)  | Gaël Monfils      | 3e tour (1/16)  | Denis Shapovalov |
| 2018  | 1/2 finale       | Marin Čilić      | 3e tour (1/16)           | Fabio Fognini            | 3e tour (1/16)  | Novak Djokovic    | 1er tour (1/64) | Paolo Lorenzi    |
| 2019  | 1er tour (1/64)  | Tomáš Berdych    | 2e tour (1/32)           | Pablo Cuevas             | 2e tour (1/32)  | Fernando Verdasco | 1er tour (1/64) | Pablo Andújar    |
| 2020  | 1er tour (1/64)  | Dušan Lajović    | —                        | —                        | Annulé          | Annulé            | 2e tour (1/32)  | Novak Djokovic   |
|       |                  |                  |                          |                          |                 |                   |                 |                  |
| 2022  | —                | —                | —                        | —                        | —               | —                 | 1er tour (1/64) | Casper Ruud      |
| 2023  | 1er tour (1/64)  | Jannik Sinner    | —                        | —                        | —               | —                 | —               | —                |

N.B. : à droite du résultat se trouve le nom de l'ultime adversaire.

### En double messieurs
| Année | Open d'Australie | Open d'Australie | Internationaux de France | Internationaux de France | Wimbledon                                                                              | Wimbledon | US Open | US Open |
| ----- | ---------------- | ---------------- | ------------------------ | ------------------------ | -------------------------------------------------------------------------------------- | --------- | ------- | ------- |
| 2013  | —                | —                | —                        | —                        | 1er tour (1/32) Jamie Baker \|\| style="text-align:left;" \| D. Marrero A. Seppi       | —         | —       |         |
| 2014  | —                | —                | —                        | —                        | 1er tour (1/32) S. Stakhovsky \|\| style="text-align:left;" \| R. Bautista I. Sijsling | —         | —       |         |
| 2015  | —                | —                | —                        | —                        | 1er tour (1/32) E. Corrie \|\| style="text-align:left;" \| S. Betov A. Bury            | —         | —       |         |
| 2016  | —                | —                | —                        | —                        | 1er tour (1/32) James Ward \|\| style="text-align:left;" \| F. Delbonis D. Schwartzman | —         | —       |         |
| 2017  | —                | —                | —                        | —                        | 1er tour (1/32) João Sousa \|\| style="text-align:left;" \| Purav Raja Divij Sharan    | —         | —       |         |
|       |                  |                  |                          |                          |                                                                                        |           |         |         |
| 2024  | —                | —                | —                        | —                        | 1er tour (1/32) O. Crawford \|\| style="text-align:left;" \| S. Doumbia F. Reboul      | —         | —       |         |

N.B. : le nom du partenaire se trouve sous le résultat ; les noms des ultimes adversaires se trouvent à droite.

### En double mixte
| Année | Open d'Australie | Open d'Australie | Internationaux de France | Internationaux de France | Wimbledon                   | Wimbledon                        | US Open | US Open |
| ----- | ---------------- | ---------------- | ------------------------ | ------------------------ | --------------------------- | -------------------------------- | ------- | ------- |
| 2013  | —                | —                | —                        | —                        | 1er tour (1/32) E. Bouchard | Sofia Arvidsson Frederik Nielsen | —       | —       |

N.B. : le nom de la partenaire se trouve sous le résultat ; les noms des ultimes adversaires se trouvent à droite.

## Parcours dans lesMasters 1000
| Année | Indian Wells             | Miami                    | Monte-Carlo          | Madrid                      | Rome                    | Canada               | Cincinnati            | Shanghai                | Paris                     |
| ----- | ------------------------ | ------------------------ | -------------------- | --------------------------- | ----------------------- | -------------------- | --------------------- | ----------------------- | ------------------------- |
| 2016  | 1er tour Guido Pella     | 2e tour N. Djokovic      | —                    | —                           | —                       | 1er tour Steven Diez | —                     | 2e tour S. Wawrinka     | —                         |
| 2017  | 2e tour N. Djokovic      | 1er tour J. Donaldson    | 2e tour Rafael Nadal | —                           | 2e tour J. M. del Potro | 1er tour D. Ferrer   | 1er tour João Sousa   | 2e tour Marin Čilić     | 2e tour Jack Sock         |
| 2018  | 2e tour Dudi Sela        | 2e tour F. Tiafoe        | 1er tour A. Seppi    | 1/4 de finale D. Shapovalov | 1/8 de finale A. Zverev | 1er tour Schwartzman | 2e tour D. Shapovalov | 1/4 de finale A. Zverev | —                         |
| 2019  | 1/8 de finale R. Federer | 1/8 de finale John Isner | 1er tour Schwartzman | 1er tour F. Fognini         | 1er tour F. Verdasco    | 2e tour D. Medvedev  | 1er tour D. Medvedev  | 1er tour J. Chardy      | 1/8 de finale N. Djokovic |
| 2020  | n.o.                     | n.o.                     | n.o.                 | n.o.                        | 1er tour M. Cecchinato  | n.o.                 | 1er tour K. Anderson  | n.o.                    | —                         |
|       |                          |                          |                      |                             |                         |                      |                       |                         |                           |
| 2023  | —                        | 1er tour Wu Yibing       | —                    | 1er tour D. Thiem           | 1er tour A. Müller      | —                    | —                     | —                       | —                         |

N.B. : sous le résultat se trouve le nom de l’ultime adversaire.

## Victoires sur le top 10
Toutes ses victoires sur des joueurs classés dans le top 10 de l'ATP lors de la rencontre.
| Légende      |
| Grand Chelem |
| Masters 1000 |
| ATP 500      |
| ATP 250      |
| Coupe Davis  |

| # | K.E.  | Tournoi          | Année | Surface      | Adversaire      | Rang  | Tour | Score              |
| - | ----- | ---------------- | ----- | ------------ | --------------- | ----- | ---- | ------------------ |
| 1 | no 49 | Open d'Australie | 2018  | Dur          | Grigor Dimitrov | no 3  | 1/4  | 6-4, 3-6, 6-3, 6-4 |
| 2 | no 22 | Madrid           | 2018  | Terre battue | David Goffin    | no 10 | 1/8  | 6-3, 6-3           |

## Classements ATP en fin de saison
| Année          | 2012 | 2013 | 2014 | 2015 | 2016 | 2017 | 2018 | 2019 | 2020 | 2021 | 2022 |
| Rang en simple | 568  | 376  | 193  | 102  | 45   | 50   | 14   | 69   | 48   | 123  | 583  |
| Rang en double | 1526 | –    | 717  | –    | 847  | –    | 174  | 147  | 185  | 527  | –    |

Source : (en) Classements de Kyle Edmund sur le site officiel de la Fédération internationale de tennis